# Chapelle Saint-Marc du Chipal
Pour les articles homonymes, voir Saint-Marc.
La chapelle Saint-Marc du Chipal est une chapelle située dans un hameau de La Croix-aux-Mines, à l'Est du département français des Vosges.

## Histoire
Plusieurs sources mentionnent la chapelle à partir de 1703, notamment à travers des dons, mais c'est en 1762 qu'elle est reconstruite et agrandie, puis bénie en 1763 par l'abbé Jean-Baptiste Rovel, curé de Laveline et de La Croix.
Le bulbe qui surmontait le clocher à l'origine fut gravement endommagé pendant la Première Guerre mondiale. Supprimé en 1950, il fut restauré en 1992 dans son allure du XVIIIe siècle.
La chapelle est inscrite au titre des Monuments historiques le 5 avril 1993.

## Mobilier
Sept éléments du mobilier bénéficient de la protection des Monuments historiques au titre objet.

Parmi eux, six sont classés : un retable, ses deux statues et ses anges adorateurs (XVIIIe siècle) ; un tableau du XVIIe siècle, la Nativité et deux du XVIIIe siècle: le Mariage de la Vierge et le Miracle de la multiplication des grains par saint Nicolas ; quatre chandeliers d'autel en cuivre rouge.

Une cloche en bronze de 1782 porte cette inscription latine sur quatre lignes : 

« LAN 1782 BENITE PAR VENERABLE MR I.B.N. ROVEL CURE DE LAVELINE ET LA CROIX = DOYEN DU VAL DE ST DIEZ ASSISTE DU SR N.I. MILLAN VIC RESIDANT DE LA CROIX PARRAINS = MR N. CLEVENOT CURE DE SAULCY ET LE SR IOSEPH BIETRIX FILS MARREINES IEANNE DE = LAROUE Ve DE IACQUES BIETRIX ET M.A. CONREAU EPOUSE DE F. HUMBERT DE CHIPAL. »

Une autre inscription figure au-dessus de la pince : STE MARCE ORA PRO NOBIS A FULGURE ET TEMPESTATE LIBERANDIS.

Sur le vase inférieur sont reproduits : le Christ en croix, Madeleine au pied, croix élevée sur deux gradins ornés de feuillage et de fleurs, les branches fleurdelisées ; la Vierge à l'Enfant tenant un sceptre ; saint Marc, en chape, avec crosse et livre.
Des bancs d'œuvre non datés sont également inscrits sur la liste au titre objet.
Les deux autels collatéraux, deux crucifix en cuivre et des chandeliers ont été acquis grâce à la générosité de Jacques Bietrix et de son épouse Jeanne Delaroue en 1766.

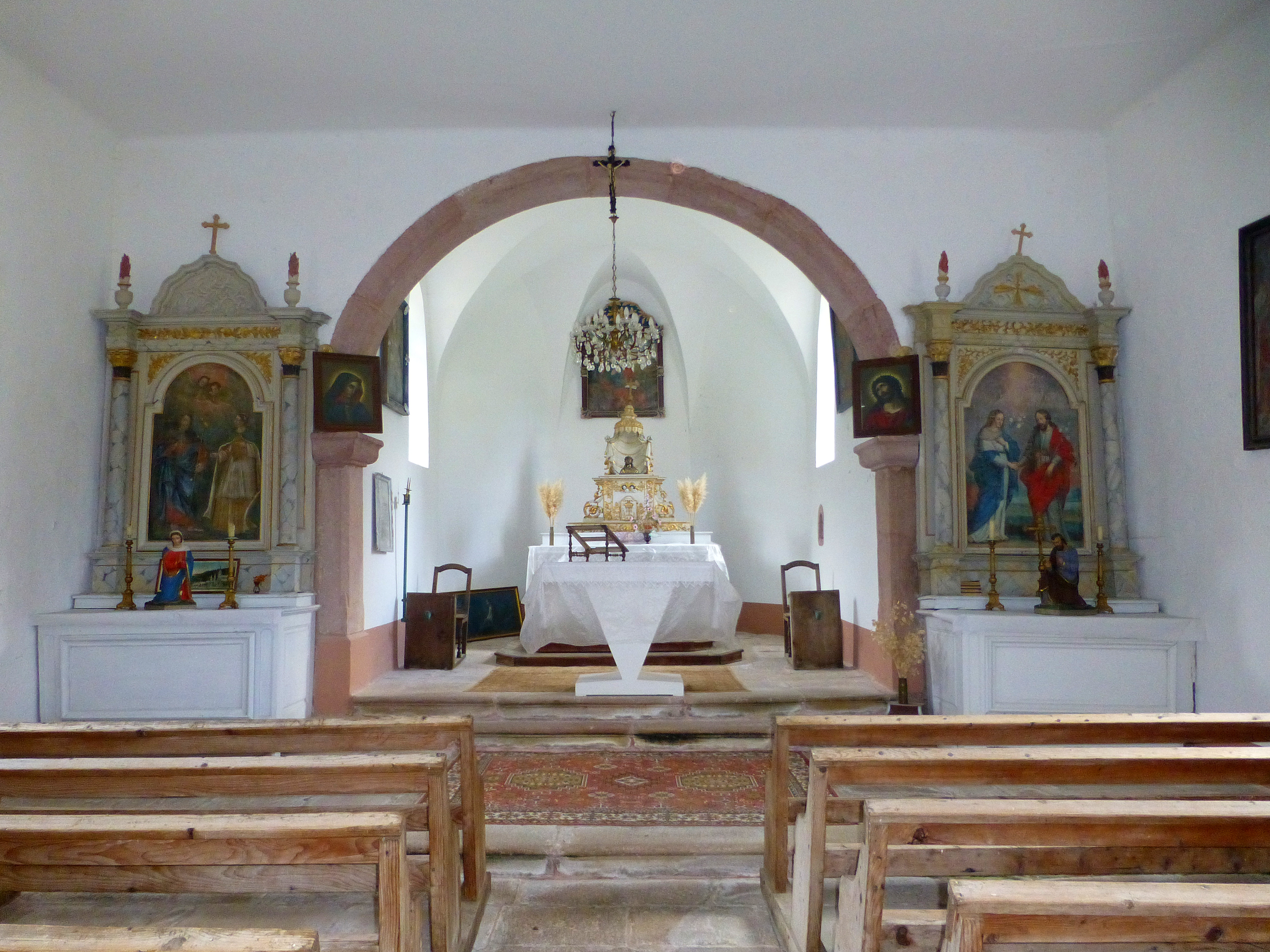
Vue générale de l'intérieur
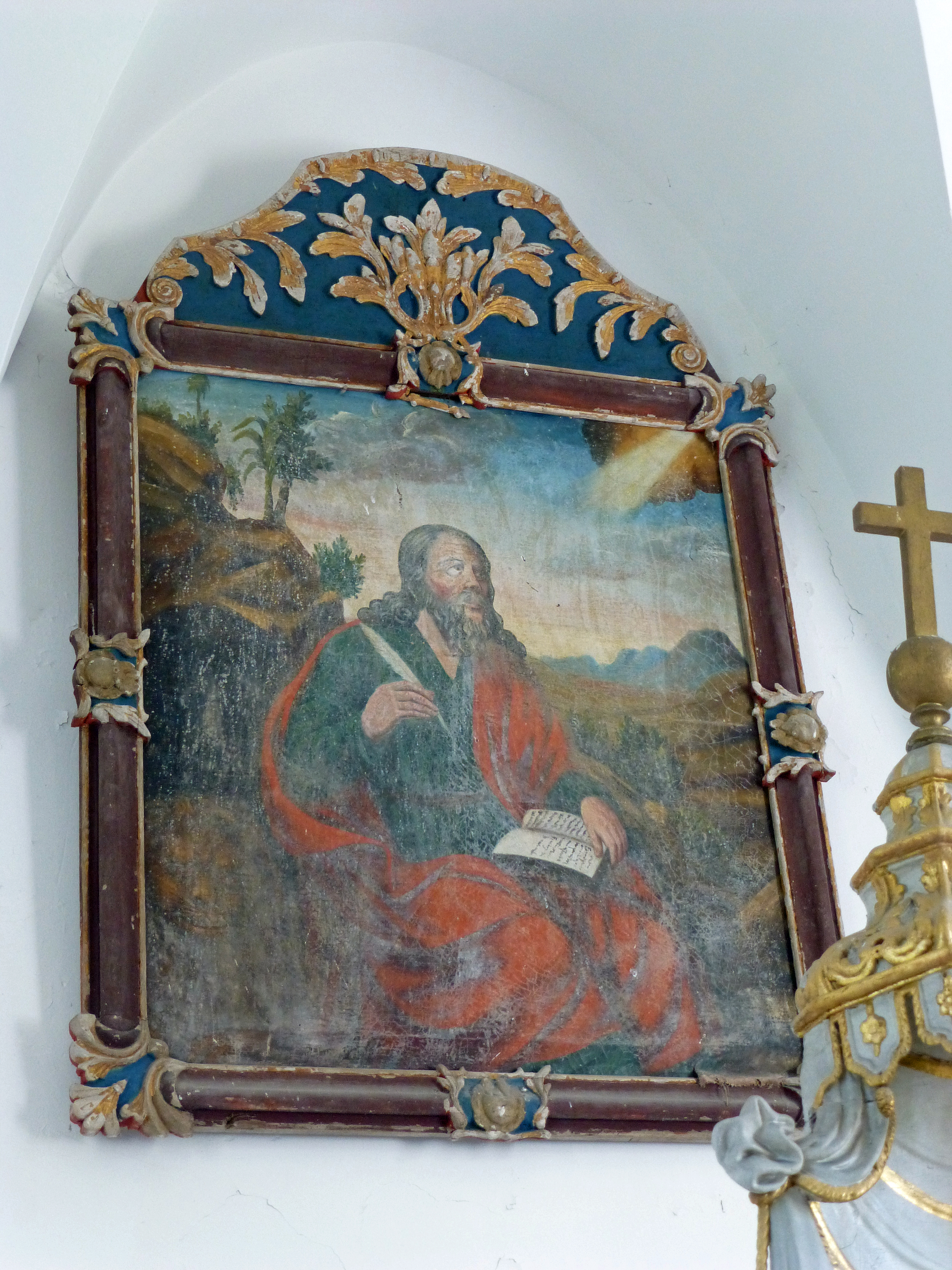
Tableau de saint Marc
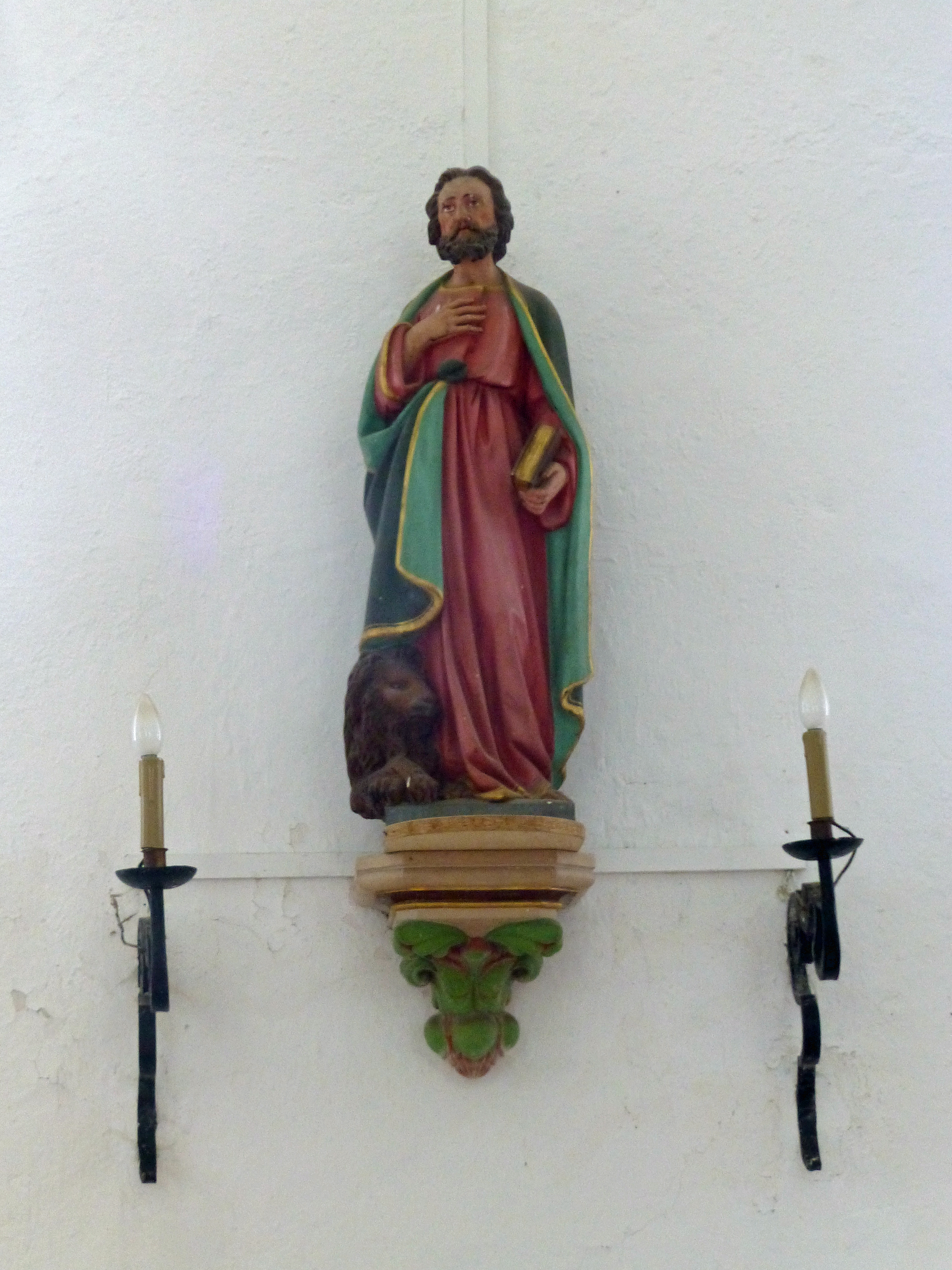
Statue de saint Marc
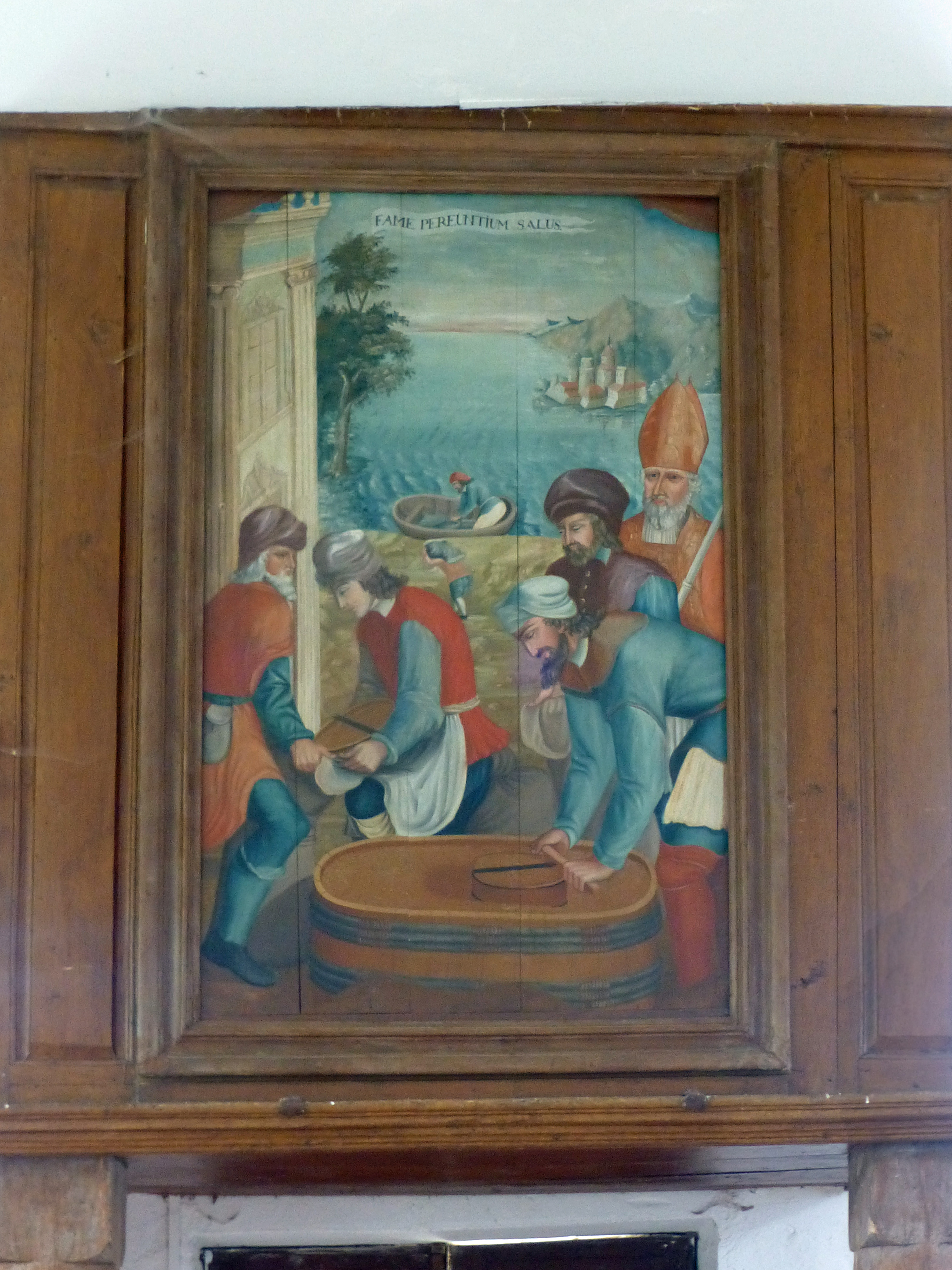
Le Miracle de la multiplication des grains par saint Nicolas

### Archives
Les Archives départementales des Vosges conservent l'acte de bénédiction de la chapelle et les documents suivants : comptes de dépenses et recettes, autorisation de
procession, ordonnance épiscopale établissant la chapelle comme dépendance de la paroisse, demande de prêt des chandeliers pour orner l’église de la Croix, détail des
inscriptions ornant les cloches, quittances.